# Serrat Gros (Vilanova de l'Aguda)
El Serrat Gros és una serra situada al municipi de Vilanova de l'Aguda a la comarca de la Noguera, amb una elevació màxima de 442 metres.